# Ekstraklasa
Die Ekstraklasa (Sponsorenname: PKO Bank Polski Ekstraklasa) ist die höchste polnische Fußballliga, in der 18 Vereine (bis zur Saison 2020/21 16 Vereine) um die polnische Meisterschaft spielen.
Die heutige Ekstraklasa wurde 1927 gegründet und von 1928 bis 2005 unter dem Dach des Polnischen Fußballverbandes (PZPN) ausgetragen. Ligasponsor war von 2004 bis 2005 der polnische Mobilfunkanbieter Idea, der später in Orange umbenannt wurde, wonach auch die polnische Fußballliga von September 2005 bis Mai 2008 Orange Ekstraklasa hieß. Seit 2005 trägt die neu gegründete Aktiengesellschaft Ekstraklasa S.A. die Verantwortung für den Ligabetrieb.

## Gründung
Die ersten Ligaspiele wurden in Polen bereits im Jahr 1920 ausgetragen, die erste Saison konnte aber aufgrund des Polnisch-Sowjetischen Krieges nicht beendet werden. Bis 1927 wurde der Meister in einem Turnier ermittelt, an dem die Sieger der jeweiligen Bezirksligen teilnahmen. Da dieses System vor allem bei den Lwówer Vereinen auf Widerstand stieß, riefen diese zusammen mit anderen Vereinen am 1. März 1927 die erste eigenständige Fußballliga ins Leben, in der unabhängig vom Polnischen Fußballverband die Meisterschaft ausgetragen wurde. Am 18. Dezember 1927 gab der Verband nach und erkannte das neue Ligasystem an. Der einzige nennenswerte Verein, der zu der Zeit in den Strukturen des Verbandes blieb, war KS Cracovia, der allerdings 1928 ebenfalls zur neuen Fußballliga stieß.
Die Gründungsmitglieder der polnischen Fußballliga waren:
| - Wisła Krakau - 1. FC Katowice - Warta Posen - Pogoń Lwów - Legia Warschau - Klub Turystów Łódź - ŁKS Łódź | - Polonia Warschau - Czarni Lwów - TKS Toruń - Hasmonea Lwów - Ruch Chorzów - KS Warszawianka - Jutrzenka Kraków |

## Spielmodus

Ekstraklasa-Logo von 2011 bis 2013

16 Mannschaften treten im Grunddurchgang in Hin- und Rückrunde gegeneinander an. Für einen Sieg gibt es drei Punkte, für ein Unentschieden einen Punkt und für eine Niederlage keine Punkte. Nach dem Grunddurchgang wird die Liga geteilt: Die acht bestplatzierten Teams erreichen die Meisterschaftsrunde, die weiteren acht Vereine spielen gegen den Abstieg. Teams, die sich für die Meisterschaftsrunde qualifiziert haben, können nicht hinter Platz 8. zurückfallen. Auf der anderen Seite kann das beste Team der Abstiegsrunde nicht höher als auf dem 9. Tabellenplatz die Spielzeit beenden. In den Endrunden wird jeweils eine Einfachrunde ausgetragen, sodass am Saisonende jeder Verein 37 Spiele absolviert hat.
Am 21. Februar 2020 verkündete der polnische Fußballverband PZPN, dass der Spielmodus zur Saison 2021/2022 einer Änderung unterzogen wird. Zukünftig soll die Anzahl der teilnehmenden Mannschaften von 16 auf 18 erhöht und insgesamt 34 Spieltage ausgespielt werden. Auf die bisher bestehenden Meisterschafts- und Abstiegsrunden wird verzichtet.

### Übersicht: Sportliche Qualifikation
Meisterschaft
- 1. Platz: Polnischer Meister, Teilnahme an der 1. Qualifikationsrunde zur Champions League
- 2. u. 3. Platz: Teilnahme an der 2. Qualifikationsrunde zur Europa Conference League

Polnischer Pokal
- Sieger: Teilnahme an der 1. Qualifikationsrunde zur Europa League

Abstiegsrunde
- 16. bis 18. Platz: Abstieg in die 1. polnische Liga (bis 2019 nur die letzten beiden Vereine)

## Stadien und Spielorte
| Verein                       | Stadt       | Stadion                         | Kapazität |
| ---------------------------- | ----------- | ------------------------------- | --------- |
| Lechia Gdańsk                | Danzig      | Polsat Plus Arena Gdańsk        | 43.615    |
| Lech Posen                   | Posen       | Enea Stadion                    | 43.269    |
| Górnik Zabrze                | Zabrze      | Ernst-Pohl-Stadion              | 31.871    |
| Legia Warschau               | Warschau    | Stadion Wojska Polskiego        | 31.800    |
| Jagiellonia Białystok        | Białystok   | Chorten Arena                   | 22.432    |
| Pogoń Stettin                | Stettin     | Florian-Krygier-Stadion         | 20.500    |
| Widzew Łódź                  | Łódź        | Widzew-Stadion                  | 18.018    |
| Zagłębie Lubin               | Lubin       | Zagłębie-Lubin-Stadion          | 16.068    |
| Korona Kielce                | Kielce      | Exbud Arena                     | 15.550    |
| Motor Lublin                 | Lublin      | Arena Lublin                    | 15.500    |
| Arka Gdynia                  | Gdynia      | Stadion Miejski                 | 15.139    |
| KS Cracovia                  | Krakau      | Cracovia-Stadion                | 15.114    |
| GKS Katowice                 | Katowice    | Stadion Miejski                 | 14.896    |
| Wisła Płock                  | Płock       | Kazimierz-Górski-Stadion        | 12.800    |
| Piast Gliwice                | Gliwice     | Stadion Miejski                 | 10.037    |
| Radomiak Radom               | Radom       | Stadion Radomiaka               | 08.500    |
| Raków Częstochowa            | Częstochowa | Miejski Stadion Piłkarski Raków | 05.500    |
| Bruk-Bet Termalica Nieciecza | Nieciecza   | Stadion Bruk-Bet                | 04.595    |

## Statistiken

### Meister
| Rang | Verein                | Titel | Spielzeiten                                                                              |
| ---- | --------------------- | ----- | ---------------------------------------------------------------------------------------- |
| 1.   | Legia Warschau        | 15    | 1955, 1956, 1969, 1970, 1994, 1995, 2002, 2006, 2013, 2014, 2016, 2017, 2018, 2020, 2021 |
| 2.   | Górnik Zabrze         | 14    | 1957, 1959, 1961, 1963, 1964, 1965, 1966, 1967, 1971, 1972, 1985, 1986, 1987, 1988       |
| 2.   | Ruch Chorzów          | 14    | 1933, 1934, 1935, 1936, 1938, 1951 1, 1952, 1953, 1960, 1968, 1974, 1975, 1979, 1989     |
| 4.   | Wisła Krakau          | 13    | 1927, 1928, 1949, 1950, 1978, 1999, 2001, 2003, 2004, 2005, 2008, 2009, 2011             |
| 5.   | Lech Posen            | 8     | 1983, 1984, 1990, 1992, 1993 2, 2010, 2015, 2022                                         |
| 6.   | KS Cracovia           | 5     | 1921, 1930, 1932, 1937, 1948                                                             |
| 7.   | Pogoń Lwów            | 4     | 1922, 1923, 1925, 1926                                                                   |
| 7.   | Widzew Łódź           | 4     | 1981, 1982, 1996, 1997                                                                   |
| 9.   | Zagłębie Lubin        | 2     | 1991, 2007                                                                               |
| 9.   | ŁKS Łódź              | 2     | 1958, 1998                                                                               |
| 9.   | Polonia Bytom         | 2     | 1954, 1962                                                                               |
| 9.   | Polonia Warschau      | 2     | 1946, 2000                                                                               |
| 9.   | Śląsk Wrocław         | 2     | 1977, 2012                                                                               |
| 9.   | FKS Stal Mielec       | 2     | 1973, 1976                                                                               |
| 9.   | Warta Posen           | 2     | 1929, 1947                                                                               |
| 16.  | Garbarnia Kraków      | 1     | 1931                                                                                     |
| 16.  | Szombierki Bytom      | 1     | 1980                                                                                     |
| 16.  | Piast Gliwice         | 1     | 2019                                                                                     |
| 16.  | Raków Częstochowa     | 1     | 2023                                                                                     |
| 16.  | Jagiellonia Białystok | 1     | 2024                                                                                     |

### Torschützenkönige
Die Torschützenkönige der letzten 25 Jahre:
| Saison    | Spieler            | Verein                     | Tore |
| --------- | ------------------ | -------------------------- | ---- |
| 1998/99   | Tomasz Frankowski  | Wisła Krakau               | 21   |
| 1999/2000 | Adam Kompała       | Górnik Zabrze              | 19   |
| 2000/01   | Tomasz Frankowski  | Wisła Krakau               | 18   |
| 2001/02   | Maciej Żurawski    | Wisła Krakau               | 21   |
| 2002/03   | Stanko Svitlica    | Legia Warschau             | 24   |
| 2003/04   | Maciej Żurawski    | Wisła Krakau               | 20   |
| 2004/05   | Tomasz Frankowski  | Wisła Krakau               | 25   |
| 2005/06   | Grzegorz Piechna   | Korona Kielce              | 21   |
| 2006/07   | Piotr Reiss        | Lech Posen                 | 15   |
| 2007/08   | Paweł Brożek       | Wisła Krakau               | 23   |
| 2008/09   | Paweł Brożek       | Wisła Krakau               | 19   |
| 2008/09   | Takesure Chinyama  | Legia Warschau             | 19   |
| 2009/10   | Robert Lewandowski | Lech Posen                 | 18   |
| 2010/11   | Tomasz Frankowski  | Jagiellonia Białystok      | 14   |
| 2011/12   | Artjoms Rudņevs    | Lech Posen                 | 22   |
| 2012/13   | Róbert Demjan      | Podbeskidzie Bielsko-Biała | 14   |
| 2013/14   | Marcin Robak       | Pogoń Stettin              | 22   |
| 2014/15   | Kamil Wilczek      | Piast Gliwice              | 20   |
| 2015/16   | Nemanja Nikolics   | Legia Warschau             | 28   |
| 2016/17   | Marco Paixão       | Lechia Gdańsk              | 18   |
| 2016/17   | Marcin Robak       | Lech Posen                 | 18   |
| 2017/18   | Carlitos           | Wisła Krakau               | 24   |
| 2018/19   | Igor Angulo        | Górnik Zabrze              | 24   |
| 2019/20   | Christian Gytkjær  | Lech Posen                 | 24   |
| 2020/21   | Tomáš Pekhart      | Legia Warschau             | 22   |
| 2021/22   | Ivi                | Raków Częstochowa          | 20   |
| 2022/23   | Marc Gual          | Jagiellonia Białystok      | 16   |
| 2023/24   | Erik Expósito      | Śląsk Wrocław              | 19   |

### Zuschauerzahlen
Entwicklung der Zuschauerzahlen in der regulären Saison seit dem Jahr 2006.
| Saison  | Schnitt | Spiele | Gesamt    |
| ------- | ------- | ------ | --------- |
| 2005/06 | 5.521   | 240    | 1.325.094 |
| 2006/07 | 6.633   | 240    | 1.585.309 |
| 2007/08 | 7.441   | 240    | 1.785.874 |
| 2008/09 | 7.430   | 240    | 1.783.126 |
| 2009/10 | 5.283   | 240    | 1.267.932 |
| 2010/11 | 8.425   | 240    | 2.021.900 |
| 2011/12 | 8.839   | 240    | 2.121.248 |
| 2012/13 | 8.355   | 240    | 2.005.086 |
| 2013/14 | 8.207   | 240    | 1.961.380 |
| 2014/15 | 8.027   | 240    | 1.926.379 |
| 2015/16 | 8.996   | 240    | 2.159.077 |
| 2016/17 | 9.504   | 240    | 2.281.020 |
| 2017/18 | 9.226   | 239    | 2.205.024 |
| 2018/19 | 8.899   | 240    | 2.135.730 |
| 2019/20 | 7.903   | 240    | 1.896.650 |
| 2020/21 | /0953   | 240    | /0228.745 |
| 2021/22 | 7.231   | 306    | 2.212.790 |
| 2022/23 | 9.438   | 306    | 2.878.621 |
| 2023/24 | 12.3090 | 306    | 3.766.465 |

### Ligarekorde
Meiste TitelgewinneLegia Warschau (15)
Meiste Liga-SpielzeitenLegia Warschau (75)
Anzahl der Meisterschaften in SerieGórnik Zabrze (5, 1962–1967)
Höchste Zahl an Siegen hintereinanderWidzew Łódź (13)
Am längsten ungeschlagenWisła Krakau (38 Spiele, 30. Oktober 2003 – 14. Mai 2005)
Am längsten im eigenen Stadion ohne NiederlageWisła Krakau, 73 Spiele (30. September 2001 – 28. Dezember 2006)
Am längsten im fremden Stadion ohne NiederlageGórnik Zabrze, 22 Spiele (26. Dezember 1985 – 9. Mai 1987)
Höchste Zahl an Heimsiegen in einer SaisonWisła Krakau (19)
Höchste Zahl an Auswärtssiegen in einer SaisonWisła Krakau (10)
Längste NiederlagenserieDyskobolia Grodzisk Wielkopolski (17 Spiele)
Längste Serie ohne SiegGKS Katowice (26 Spiele)
Längste Serie ohne GegentorLech Posen (8 Spiele)
Höchste Zuschaueranzahl in einem Spiel85.000 Zuschauer im Spiel Ruch Chorzów – Gwardia Warszawa (6. Oktober 1973; Schlesisches Stadion)

### Spieler mit den meisten Toren in der Ekstraklasa
| #                                                                                       | Spieler              | Land             | Jahre     | Tore |
| --------------------------------------------------------------------------------------- | -------------------- | ---------------- | --------- | ---- |
| 1                                                                                       | Ernst Pohl           | Pole · Deutscher | 1954–1967 | 186  |
| 2                                                                                       | Lucjan Brychczy      | Pole             | 1954–1971 | 182  |
| 3                                                                                       | Tomasz Frankowski    | Pole             | 1992–2013 | 167  |
| 4                                                                                       | Gerard Cieślik       | Pole             | 1948–1959 | 167  |
| 5                                                                                       | Włodzimierz Lubański | Pole             | 1963–1975 | 155  |
| 5                                                                                       | Teodor Peterek       | Pole             | 1928–1948 | 155  |
| 7                                                                                       | Kazimierz Kmiecik    | Pole             | 1968–1982 | 153  |
| 8                                                                                       | Paweł Brożek         | Pole             | 2001–2020 | 149  |
| 9                                                                                       | Jan Liberda          | Pole             | 1949–1969 | 147  |
| 10                                                                                      | Teodor Anioła        | Pole             | 1948–1957 | 139  |
| Stand: 27. Mai 2025 (Fett markierte Spieler sind nach wie vor in der Ekstraklasa aktiv) |                      |                  |           |      |

### Spieler mit den meisten Einsätzen in der Ekstraklasa
| #                                                                                       | Spieler            | Land | Jahre     | Spiele |
| --------------------------------------------------------------------------------------- | ------------------ | ---- | --------- | ------ |
| 1                                                                                       | Łukasz Surma       | Pole | 1996–2017 | 559    |
| 2                                                                                       | Marcin Malinowski  | Pole | 1997–2015 | 458    |
| 3                                                                                       | Marek Chojnacki    | Pole | 1978–1996 | 452    |
| 4                                                                                       | Arkadiusz Głowacki | Pole | 1997–2018 | 435    |
| 5                                                                                       | Łukasz Trałka      | Pole | 2004–2022 | 433    |
| 6                                                                                       | Dariusz Gęsior     | Pole | 1987–2007 | 427    |
| 7                                                                                       | Lukasz Madej       | Pole | 1999–2017 | 417    |
| 8                                                                                       | Janusz Jojko       | Pole | 1980–2003 | 417    |
| 9                                                                                       | Marek Zieńczuk     | Pole | 2000–2016 | 416    |
| 10                                                                                      | Zygfryd Szołtysik  | Pole | 1962–1978 | 395    |
| Stand: 27. Mai 2025 (Fett markierte Spieler sind nach wie vor in der Ekstraklasa aktiv) |                    |      |           |        |

### Ausländische Spieler mit den meisten Toren in der Ekstraklasa
| #                                                                               | Spieler           | Land            | Jahre     | Tore |
| ------------------------------------------------------------------------------- | ----------------- | --------------- | --------- | ---- |
| 1                                                                               | Flávio Paixão     | Portugiese      | 2014–2023 | 108  |
| 2                                                                               | Jesús Imaz        | Spanier         | 2014–     | 97   |
| 3                                                                               | Mikael Ishak      | Schwede · Syrer | 2020–     | 73   |
| 4                                                                               | Miroslav Radović  | Serbe · Pole    | 2006–2019 | 66   |
| 5                                                                               | Igor Angulo       | Spanier         | 2016–2020 | 63   |
| 6                                                                               | Marco Paixão      | Portugiese      | 2013–2018 | 61   |
| 7                                                                               | Christian Gytkjær | Däne            | 2017–2020 | 55   |
| 8                                                                               | Erik Expósito     | Spanier         | 2019–2024 | 54   |
| 9                                                                               | Kasper Hämäläinen | Finne           | 2013–2019 | 54   |
| 10                                                                              | Róbert Pich       | Slowake         | 2013–2022 | 52   |
| Stand: 2025 (Fett markierte Spieler sind nach wie vor in der Ekstraklasa aktiv) |                   |                 |           |      |

### Ausländische Spieler mit den meisten Einsätzen in der Ekstraklasa
| #                                                                                      | Spieler              | Land               | Jahre                | Spiele |
| -------------------------------------------------------------------------------------- | -------------------- | ------------------ | -------------------- | ------ |
| 1                                                                                      | Dusan Kuciak         | Slowake            | 2011–2016, 2017–2025 | 328    |
| 2                                                                                      | Flávio Paixão        | Portugiese         | 2014–2023            | 310    |
| 3                                                                                      | Miroslav Radović     | Serbe · Pole       | 2006–2019            | 276    |
| 4                                                                                      | Róbert Pich          | Slowake            | 2013–2022            | 270    |
| 5                                                                                      | Pavol Stano          | Slowake            | 2007–2016            | 243    |
| 6                                                                                      | Aleksandar Vuković   | Serbe · Pole       | 2001–2013            | 242    |
| 7                                                                                      | Vlastimir Jovanović  | Bosnier            | 2010–2016            | 236    |
| 8                                                                                      | Jesús Imaz           | Spanier            | 2014–                | 236    |
| 9                                                                                      | Cornel Râpă          | Rumäne             | 2016–2024            | 234    |
| 10                                                                                     | Hernâni José da Rosa | Brasilianer · Pole | 2004–2015            | 221    |
| Stand 27. Mai 2025 (Fett markierte Spieler sind nach wie vor in der Ekstraklasa aktiv) |                      |                    |                      |        |

## UEFA-Fünfjahreswertung
Platzierung in der UEFA-Fünfjahreswertung:
(in Klammern die Vorjahresplatzierung). Die Kürzel CL, EL und CO hinter den Länderkoeffizienten geben die Anzahl der Vertreter in der Saison 2026/27 der Champions League, der Europa League sowie der Conference League an.
- 13.  (13)  Österreich (Liga, Pokal) – Koeffizient: 36.450 – CL: 2, EL: 1, CO: 2
- 14.  (11)  Schottland (Liga, Pokal) – Koeffizient: 35.550 – CL: 2, EL: 1, CO: 2
- 15.  (21)  Polen (Liga, Pokal) – Koeffizient: 35.000 – CL: 2, EL: 1, CO: 2
- 16.  (16)  Dänemark (Liga, Pokal) – Koeffizient: 33.981 – CL: 1, EL: 1, CO: 2
- 17.  (12)  Schweiz (Liga, Pokal) – Koeffizient: 33.625 – CL: 1, EL: 1, CO: 2

Stand: Ende der Europapokalsaison 2024/25